# 索利姆嶺
71°12′S 63°15′W / 71.200°S 63.250°W
索利姆嶺（英語：Solem Ridge）是南極洲的山嶺，位於帕爾默地，長7公里，處於傑克遜山東北面18公里，美國地質調查局在1974年繪入地圖，以該國空軍上尉命名，現時由南極條約體系管理。